# HOXA4
HOXA4 (англ. Homeobox A4) – білок, який кодується однойменним геном, розташованим у людей на короткому плечі 7-ї хромосоми. Довжина поліпептидного ланцюга білка становить 320 амінокислот, а молекулярна маса — 34 499.
| 10         |  | 20         |  | 30         |  | 40         |  | 50         |
| ---------- |  | ---------- |  | ---------- |  | ---------- |  | ---------- |
| MTMSSFLINS |  | NYIEPKFPPF |  | EEYAQHSGSG |  | GADGGPGGGP |  | GYQQPPAPPT |
| QHLPLQQPQL |  | PHAGGGREPT |  | ASYYAPRTAR |  | EPAYPAAALY |  | PAHGAADTAY |
| PYGYRGGASP |  | GRPPQPEQPP |  | AQAKGPAHGL |  | HASHVLQPQL |  | PPPLQPRAVP |
| PAAPRRCEAA |  | PATPGVPAGG |  | SAPACPLLLA |  | DKSPLGLKGK |  | EPVVYPWMKK |
| IHVSAVNPSY |  | NGGEPKRSRT |  | AYTRQQVLEL |  | EKEFHFNRYL |  | TRRRRIEIAH |
| TLCLSERQVK |  | IWFQNRRMKW |  | KKDHKLPNTK |  | MRSSNSASAS |  | AGPPGKAQTQ |
| SPHLHPHPHP |  | STSTPVPSSI |  |            |  |            |  |            |

A: Аланін

C: Цистеїн

D: Аспарагінова кислота

E: Глутамінова кислота

F: Фенілаланін

G: Гліцин

H: Гістидин

I: Ізолейцин

K: Лізин

L: Лейцин

M: Метіонін

N: Аспарагін

P: Пролін

Q: Глутамін

R: Аргінін

S: Серин

T: Треонін

V: Валін

W: Триптофан

Кодований геном білок за функцією належить до білків розвитку. 
Задіяний у таких біологічних процесах, як транскрипція, регуляція транскрипції. 
Білок має сайт для зв'язування з ДНК. 
Локалізований у ядрі.